# 拉瑟普諾耶 (盧甘斯克州)
49°57′54″N 38°36′38″E / 49.96500°N 38.61056°E
拉瑟普諾耶（烏克蘭語：Розсипне）法理上是烏克蘭東部盧甘斯克州斯瓦托韋區的特羅伊茨凱市鎮的村莊。該村始建於1795年，面積18.9平方公里，海拔高度178米，2001年人口433，人口密度每平方公里22.9人。